# Fahed Al Hajri
Fahed Al Hajri (Kuvaitváros, 1991. november 10. –) kuvaiti labdarúgó, az Al Kuwait hátvédje.

## Pályafutása

### Klubcsapatokban
Pályafutását az Al-Tadamonnál kezdte. Jelenlegi csapatával, az Al Kuwaittal kétszer nyerte meg a kuvaiti Premier League-et. Egyszer játszott külföldön: 2017-ben hat hónapra kölcsönadták a szaúd-arábiai El-Áttifáknak.

### A válogatottban
2012. október 16-án mutatkozott be a kuvaiti válogatottban a Fülöp-szigetek ellen.  Első gólját  Libanon ellen szerezte. Beválasztották Kuvait keretébe a 2015-ös Ázsia-kupára.